# Patka kreketaljka
Patka kreketaljka (Mareca strepera) je česta i rasprostranjena patka iz porodice Anatidae. Carl Linne ju je prvi opisao u svojoj knjizi Systema naturae 1758. i još uvijek nosi isti latinski naziv kao i tada. 

## Opis
Patka kreketaljka je duga 46-56 cm, raspona krila od 78-90 cm. Mužjak je naznatno veći od ženke i u prosjeku teži 990 grama, u odnosu na ženkinih 850 g. Mužjak je tijekom sezone parenja siv, s crnim repom, svijetlokestenjastim krilima i upadljivom bijelom šarom na krilnim perima, koja se može vidjeti u letu i kada se mužjak odmara. Van sezone parenja, mužjak sliči ženki, ali zadržava bijelu šaru na krilima. Tada je obično sivlji odozgo i ima manje narančast kljun. 
Ženka je svijetlosmeđa, vrlo slična ženki divlje patke. Od te druge vrste se razlikuje po tamnom kljunu obrubljenom narančastom bojom. Manja je, ima bijelu šaru na krilima i bijeli trbuh. Oba spola se dvaput godišnje mitare.  
Ovo je tiha patka, koja je glasnija samo tijekom udvaranja. Ženka ispušta zvukove slične onima kao kod ženke divlje patke, ali imaju viši ton. Obično se opisuje kao gag-ag-ag-ag. Mužjaci grokću, a zatim zvižde.

## Rasprostranjenost
Patka kreketaljka se razmnožava u sjevernim područjima Europe, Azije i središta Sjeverne Amerike. Selica je i zimuje južnije od gnijezdilišta, od obala Aljaske, južno do Srednje Amerike i istočno do Idahoa, Kansasa, Ohija i Virginije. Ima status najmanje zabrinutosti.

## Ponašanje
Patka kreketaljka je ptica otvorenih močvara. Hrani se biljkama koje traži potopljene glave. Gnijezdi se na tlu, često malo dalje od vode. Nije baš tako lijepa izvan sezone parenja i običava formirati samo malena jata. Mladunce hrane kukcima u početku; odrasli također jedu neke školjke i kukce tijekom sezone gniježđenja.  